# MAGIC OF LOVE (Too's單曲)
《MAGIC OF LOVE》是日本女歌手鈴木蘭蘭的單曲。1994年11月21日由Oo RECORDS發行。

## 解說
標題曲「MAGIC OF LOVE」曾被1994年10月至1995年9月由朝日放送製作、朝日電視網播出的電視動畫《咕嚕咕嚕魔法陣》選為前期（第1話－第31話）片頭主題曲使用。而該歌曲是以「漫畫與日常的聯繫」作為概念，說明「即使你現在迷失了方向，將來一定會有屬於你的未來」為該歌曲的主題。
還有，該歌曲後來成為如下所述的1990年代電視動畫代表主題歌，與同名動畫的後期片頭主題曲、奧井亞紀主唱的《哈利路亞晴天》一起收錄在各種合輯。

### TOO's
TOO's是為錄製該單曲而臨時組成的音樂組合，主唱由鈴木蘭蘭擔任。

## 收錄歌曲
所有歌曲由Miss.tee＋Nohzy作詞，保泉弘作曲。
1. MAGIC OF LOVE
  - 朝日放送製作、朝日電視網電視動畫《咕嚕咕嚕魔法陣》前期片頭主題曲
2. Realize

## 收錄專輯
詳細內容請參照「咕嚕咕嚕魔法陣音樂作品」 （日語）
- 咕嚕咕嚕魔法陣 ～吉米納村的祭典～（Sony Records發行，規格編號：SRCL-3132）

收錄在第5曲目。
- 咕嚕咕嚕魔法陣 原聲廣播劇 ～水晶玉取！暗闇中!!～（Sony Records發行，規格編號：SRCL-3489）

廣播劇CD。以電視播出長度收錄在第1曲目。
- 日本動畫公司的世界 主題歌、插入歌大全集 第3集 SF、奇幻篇（古倫美亞音樂娛樂發行，規格編號：COCX-32851～32853）

收錄在DISC2的第16曲目。
- J-動畫歌曲神曲祭 -Legend-［DJ和 in No.1不滅MIX］（Sony Music Associated Records發行，規格編號：AICL-2473）

收錄在DISC1的第24曲目。